# Prajvunpata
Prajvunpata (nepalski: पैयुँथन्थाप) – gaun wikas samiti w zachodniej części Nepalu w strefie Dhawalagiri w dystrykcie Baglung. Według nepalskiego spisu powszechnego z 2001 roku liczył on 472 gospodarstw domowych i 2553 mieszkańców (1442 kobiet i 1111 mężczyzn).